# Mazorqueros Fútbol Club
Mazorqueros Fútbol Club fue un equipo de fútbol mexicano que jugaba en la Segunda División de México. Tuvo como sede Ciudad Guzmán, Jalisco.

## Historia
En 1985 surgió el primer equipo con el nombre Mazorqueros, el cual participó en la Tercera División. En la temporada 1989-90 el equipo consiguió alcanzar las semifinales de su categoría y llegó a jugar una promoción de ascenso a Segunda División 'B' contra Cachorros Neza, en la cual fue derrotado. Esta primera escuadra desapareció a mediados de la década de 1990.
El 19 de mayo de 2016 inició la segunda etapa de los Mazorqueros con el objetivo de presentarse como una alternativa de desarrollo para la juventud de la región y posteriormente buscar conseguir el ascenso a una categoría superior. El 11 de septiembre de 2016 se jugó el primer partido oficial del nuevo equipo, con una victoria de 5-0 ante los Volcanes de Colima. En la temporada 2018-2019, consiguió clasificar a su primera liguilla de ascenso, en donde fue eliminado por el Atlético San Francisco en la ronda de cuartos de final, luego de haber eliminado en las fases anteriores a los equipos Tapatíos Soccer, Cocodrilos Lázaro Cárdenas y CEFUT. Durante su paso por la categoría, el equipo de Ciudad Guzmán fue reconocido como uno de los clubes con mayor asistencia de aficionados en su categoría.
El 17 de julio de 2020 se anunció la incorporación de los Mazorqueros a la Segunda División de México como un equipo de expansión en la categoría luego de la salida de varios clubes de esta división como consecuencia de la crisis económica provocada por la pandemia de COVID-19, sin embargo, el club mantuvo también su escuadra de la Tercera División como parte del proyecto de formación y desarrollo de futbolistas. La primera temporada del club en la Segunda División tuvo unos resultados discretos para el equipo. Para su segunda temporada el equipo mejoró sus resultados logrando finalizar como líder general en los torneos Apertura y Clausura, sin embargo, en el primer caso fueron eliminados durante la liguilla por Alacranes de Durango.
El 8 de mayo de 2022 Mazorqueros consiguió su primer título oficial en la Serie A de México tras derrotar a los Cafetaleros de Chiapas por 4-2 en tanda de penales, luego de empatar 0-0 en el marcador global. Sin embargo, el equipo no pudo conseguir el título de "Campeón de Campeones" de la temporada ya que fueron derrotados por los Alacranes de Durango, equipo que finalmente lograría el ascenso a la Liga de Expansión MX.
Tras el logro conseguido en la Segunda División, el club se encontraba en disposición de ganar la Tercera División de México, también conocida como la Liga TDP, finalmente el 3 de junio de 2022 los Mazorqueros ganaron el título nacional de la categoría tras derrotar a Deportiva Venados, con lo que consiguieron una segunda plaza en la Liga Premier.
Mientras los éxitos deportivos ocurrían, los propietarios de Mazorqueros adquirieron la franquicia del Tampico Madero Fútbol Club de la Liga de Expansión y la trasladaron a La Paz, Baja California Sur, por lo que al finalizar la temporada la mayor parte de la plantilla de jugadores y el cuerpo técnico del primer equipo de Mazorqueros pasaron a formar la base del Club Atlético La Paz de la Liga de Expansión MX, la escuadra que se formó tras la compra de la Jaiba Brava por parte del grupo propietario de Mazorqueros.
Después de conformarse el Atlético La Paz, la directiva del equipo maicero decidió inscribir a los Mazorqueros en la Serie B, una categoría por debajo de la Serie A, esto con el objetivo de enfocar al equipo como una escuadra de desarrollo de futbolistas, tomando como base a la plantilla que había participado en la Liga TDP y que había logrado el ascenso en la temporada anterior.
El 20 de julio de 2023 el equipo dio a conocer su desaparición mediante un comunicado publicado en sus redes sociales, la directiva argumentó las dificultades para mantener la continuidad del proyecto en Ciudad Guzmán. Aunque el equipo no lo informó directamente, se adujo como causa la falta de acuerdo entre el club y el ayuntamiento con respecto a la concesión para el uso del Estadio Municipal Santa Rosa, ya que la directiva mazorquera planeaba hacer remodelaciones en el recinto, pero al no tener la propiedad del inmueble se necesitaba el permiso del gobierno municipal, el cual se negaba a entregar la concesión para poder llevar a cabo las obras por cuestiones políticas, derivado de esta situación los dueños del club decidieron disolverlo al considerar que era imposible conseguir un acuerdo con el gobierno.
Posteriormente, se supo que la franquicia que había pertenecido a Mazorqueros fue adquirida por un equipo de Nuevo León llamado Santiago Fútbol Club y trasladada a Santiago, Nuevo León, el cual pasó a ocupar la plaza del equipo maicero en la Serie B de México, por lo que se eliminó cualquier posibilidad del regreso de Mazorqueros en el futuro.

## Estadio
El Estadio Municipal Santa Rosa es un estadio de fútbol localizado en Ciudad Guzmán, Jalisco. Cuenta con una capacidad para albergar a 4,000 espectadores. Fue inaugurado en la década de 1970 y fue remodelado en 2016 y 2019 para adaptarlo a los requerimientos de las categorías de Segunda y Tercera División de México.

## Rivalidad
El equipo tenía una fuerte rivalidad con el Real Ánimas de Sayula, debido a que la distancia entre ambas ciudades es de aproximadamente 30 kilómetros. El partido llevaba el nombre de Clásico del Sur por tratarse de las dos ciudades más importantes de esa zona del estado de Jalisco.

## Palmarés
| Competición nacional             | Títulos       | Subcampeonatos |
| -------------------------------- | ------------- | -------------- |
| Segunda Serie A (1/0)            | Clausura 2022 |                |
| Ascenso Serie A (0/1)            |               | 2021/2022      |
| Tercera División de México (1/0) | 2021/2022     |                |

## Temporadas
| Temporada     | División           | Posición                  |
| ------------- | ------------------ | ------------------------- |
| 2016/2017     | 5.Tercera División | 11.º Grupo X              |
| 2017/2018     | 5.Tercera División | 12.º Grupo XI             |
| 2018/2019     | 5.Tercera División | 4.º Grupo XI (Cuartos)    |
| 2019/2020¹    | 5.Tercera División | 2.º Grupo XI              |
| 2020/2021     | 3.Segunda Serie A  | 9.º Grupo I               |
| Apertura 2021 | 3.Segunda Serie A  | 1.º Grupo I (Semifinales) |
| Clausura 2022 | 3.Segunda Serie A  | 1.º Grupo I (Campeón )    |
| Apertura 2022 | 4.Segunda Serie B  | 1.º (Semifinales)         |
| Clausura 2023 | 4.Segunda Serie B  | 7.º (Reclasificación)     |

1: Torneo suspendido por pandemia de COVID-19, sin embargo la liga consideró los registros como oficiales y quedaron guardados en las estadísticas.
Mazorqueros "B"
| Temporada | División           | Posición                  |
| --------- | ------------------ | ------------------------- |
| 2020/2021 | 5.Tercera División | 5.º Grupo XI (Cuartos)    |
| 2021/2022 | 5.Tercera División | 1.º Grupo XIII (Campeón ) |